# Elaemima
Elaemima é um gênero de traça pertencente à família Arctiidae.